# Giovanni Maria Tolosani (teologo)

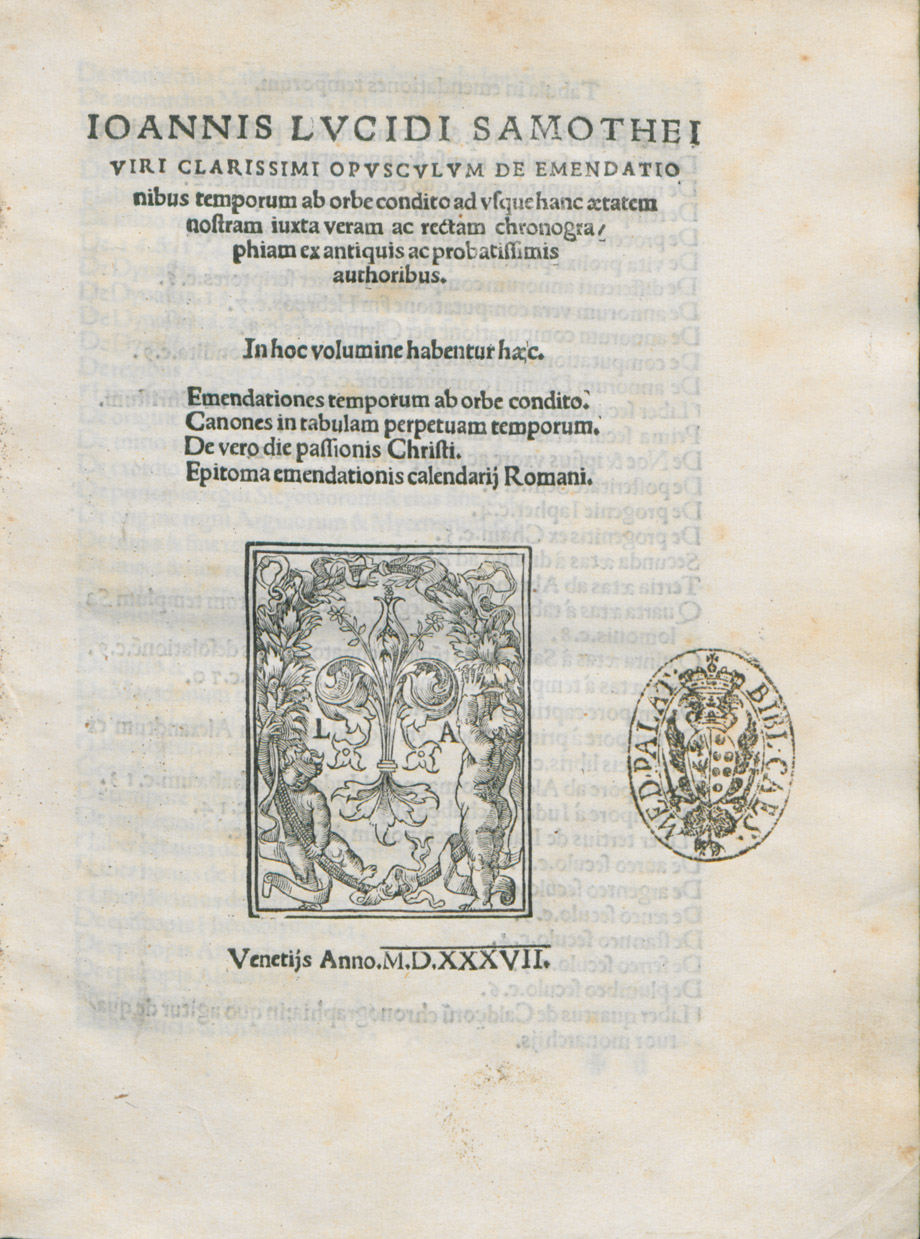
De emendationibus temporum, 1537

Giovanni Maria Tolosani, noto anche con lo pseudonimo di Giovanni Lucido o Giovanni Samoteo (Colle di Val d'Elsa, 1471 circa – 22 gennaio 1549), è stato un teologo italiano dell'Ordine dei frati predicatori.

## Biografia
Figlio di Leonardo Tolosani, notaio, fu sacerdote domenicano, filosofo, astronomo e matematico, oltre che Senatore di Roma.
Contemporaneo e omonimo (forse parente) del pittore concittadino Giovanni Maria Tolosani, fu amico di Bartolomeo Spina, teologo ufficiale di Papa Paolo III.

## Contro la teoria copernicana
Nel 1546 pubblicò l'opera De coelo supremo immobili et terra infima stabili, ceterisque coelis et elementis intermediis mobilibus. Fu questa la prima reazione della Chiesa cattolica contro il De revolutionibus di Niccolò Copernico del 1543.

## Il nuovo calendario
Sostenne la riforma del calendario cercando, come altri religiosi e matematici tra cui Antonio Dolciati, frate eremitano del Convento di San Gallo, il matematico Basilio Lapi ed Antonio Albizzi, di cambiare le abitudini di Firenze che celebrava il capodanno il 25 marzo (concezione di Gesù, nove mesi prima della nascita fissata al 25 dicembre). Il calendario Gregoriano, che si basava tra l'altro anche sui calcoli di Copernico, sarà poi introdotto ufficialmente da papa Gregorio XIII nel 1582.

## Altre opere
Tra le sue opere: Expositio in loca difficiliora Sacrae Sripturae; De computatione Pascalis; Delucidarium rerum antiquarum Sacrarum;  Disputatio de Sancta Maria Maddalena; De maxima solis declinatione; De origine Oppidi Collensis.
Scrisse anche Vita di S. Antonino Arcivescovo di Firenze, arcivescovo di Firenze dal 1446 al 1459. L'opera fu pubblicata a Firenze nel 1557.

### Edizioni
- Compendio di sphera et machina del mondo, Firenze, Bernardo Zucchetta, 1514.
- (LA) De emendationibus temporum, Venezia, Lucantonio Giunta (1.), 1537.